# Quercus × crenata
Il cerrosughera (Quercus × crenata Lam.) è una specie appartenente alla famiglia Fagaceae.

## Tassonomia
Per alcuni si tratta di un ibrido, ovvero il risultato di un incrocio tra due individui appartenenti a specie diverse, in questo caso tra una sughera (Quercus suber) e un cerro (Quercus cerris). Quercus crenata Lam. (=Quercus pseudosuber Santi) è una quercia semi-decidua diffusa sporadicamente nel Sud Europa e sulla posizione sistematica della specie esistono ancora controversie tra gli autori. Da molti viene considerata come un ibrido naturale tra Quercus cerris e Quercus suber (Fiori, 1930; Corti & Bosetto, 1955; Tutin et al.,1964; Pignatti, 1982). Recenti ricerche di Barbero et al. (1972) nelle Alpi Marittime escluderebbero l’origine ibridogena, mettendo in risalto una segregazione ecologica e distributiva dal supposto pro-genitore Q. suber; analoghe sono le osservazioni di Mercurio (1985) per la Toscana meridionale, dove Quercus crenata è in grado di vivere in ambienti non confacenti alla sughera, fatto che si verifica ovviamente anche in Piemonte. 
Una prova dell'origine ibridogena fu data per la prima volta da William Lucombe nel 1763, il quale ottenne un esemplare con caratteristiche simili coltivando ghiande raccolte nel suo vivaio dell'Exeter (Inghilterra) dove aveva esemplari di Quercus suber e Q. cerris. Molto più recentemente si sono condotte analisi molecolari che mettono in luce la possibilità dell'ibridazione.
Per le diverse popolazioni del complesso di supposti ibridi di Q. cerris e Q. suber sono stati proposti diversi nomi in base alla loro presenza in aree in cui Q. suber è assente (Quercus crenata Lam., vista come una specie a sé di origine ibridogena) e Quercus × pseudosuber Santi per le popolazioni all'interno della diffusione di Quercus suber, pur ammettendo che tra le due "entità" non esistono caratteri discriminanti, ma solamente una differenza significativa nella variabilità intraspecifica, che è più elevata nelle popolazioni meridionali (probabilmente a causa di reincroci col cerro e con la sughera). Quest'ultimo è considerato sinonimo di Quercus × crenata dall'IPNI.
Ulteriori ibridazioni, infatti, si possono avere tra Quercus × crenata ed uno o l'altro dei progenitori. Da una prova di coltivazione da ghiande provenienti da un esemplare di Quercus crenata delle colline modenesi, si sono ottenute piantine in parte simili alla pianta madre (per probabile impollinazione dovuta ad altri esemplari di cerrosughera visti in zona) ed in parte con foglie molto più vicine a quelle del cerro (per probabile impollinazione da piante di cerro esistenti ugualmente nei dintorni).

## Descrizione
L'albero presenta delle caratteristiche morfologiche intermedie tra la sughera e il cerro. È una pianta semi-perenne, cioè mantiene le foglie durante l'inverno, per poi perderle a primavera, poco prima del comparire delle nuove.

## Distribuzione e habitat
In Europa la specie è presente in Spagna, Francia meridionale, Slovenia e Croazia (soprattutto in Istria).
In Italia la quercia crenata è segnalata sporadicamente in Piemonte, Liguria, Lombardia, Trentino, Friuli-Venezia Giulia, Emilia-Romagna, Toscana, Lazio, Umbria, Marche, Campania, Puglia e Calabria. Si noti che la quercia crenata è presente sulle Alpi fino a 900 metri di quota, ossia anche in ambienti ove la quercia da sughero è totalmente assente. 
La presenza della cerrosughera in regioni ove non esiste la sughera (mentre è sempre presente il cerro, altro fenomeno da valutare) è un fatto che ha colpito numerosi osservatori e alcuni lo considerano una prova della indipendenza specifica di questa pianta. Bisogna comunque considerare che essa possiede in genere una buona capacità riproduttiva, per cui dai luoghi di origine situati entro l'areale delle specie parentali può essersi diffusa anche al di fuori. Un'altra ipotesi è che in queste regioni marginali le piante di cerrosughera siano le discendenti di un'antica ibridazione avvenuta in epoche più calde, che ammettevano anche la presenza della quercia da sughero.
In Lombardia la quercia crenata, presente nelle province di Bergamo e Brescia, è considerata specie protetta in base alla legge regionale 10/2008 (Disposizioni per la tutela e la conservazione della piccola fauna, della flora e della vegetazione spontanea). Alcuni esemplari sono presenti nella riserva naturale regionale Tor Caldara presso Anzio e nella riserva naturale di Monte Catillo in località Tivoli.